# Alfabeto etíope
El alfabeto etíope es una escritura alfasilábica que originalmente se desarrolló para escribir el idioma ge'ez, en el norte de la actual Etiopía. En las comunidades en que se usa (en especial, amháricas o tigriñas) se le da el nombre de fidäl (ፊደል), que significa "escritura" o "alfabeto".
La escritura etíope ha sido adaptada para escribir otros idiomas, en su mayoría semíticos, como el amhárico y el tigriña, que son los más importantes de los que la usan, aunque también se emplea para escribir la lengua sebatbet, el mecán, el idioma tigré y muchos otros de Etiopía. En Eritrea se ha usado tradicionalmente para el bilino, una lengua cusita.
Algunos otros idiomas del Cuerno Africano, como el oromo, antes se escribían usando el alfabeto etíope, pero lo sustituyeron por el latino. El tigrense, que se habla en el oeste y norte de Eritrea y en el este de Sudán, se considera la lengua que se asemeja más estrechamente al etíope de las demás que se derivan de esta.

## Historia y orígenes
Las primeras inscripciones etíopes, en Etiopía y Eritrea, datan del siglo IX a. C. y se trata de epígrafes sudarábigos, una escritura compartida con los reinos de la Arabia Meridional de aquella época. Sin embargo, posteriormente, a los siglos VII y VI a. C., aparecieron algunas variantes de esta escritura, con variantes hacia lo que más tarde sería el alfabeto etíope. Esta evolución puede apreciarse mejor en las inscripciones (fundamentalmente marcas en rocas y cuevas) de la región de Tigray, en el norte de Etiopía, y en la antigua provincia de Akkele Guzay, en Eritrea.
No fue sino hasta los primeros siglos de nuestra era cuando hizo su aparición la denominada antigua escritura etiópica o antigua escritura etíope. Consistía en un alfabeto consonántico y se escribía de derecha a izquierda.
| Letra      | h | l | ḥ | m | ś | r | s | ḳ | b | t | ḫ | n | ʾ | k | w | ʿ | z | y | d | g | ṭ | ṣ | ḍ | f |
| ---------- | - | - | - | - | - | - | - | - | - | - | - | - | - | - | - | - | - | - | - | - | - | - | - | - |
| Sudarábico | 𐩠 | 𐩡 | 𐩢 | 𐩣 | 𐩦 | 𐩧 | 𐩪 | 𐩤 | 𐩨 | 𐩩 | 𐩭 | 𐩬 | 𐩱 | 𐩫 | 𐩥 | 𐩲 | 𐩹 | 𐩺 | 𐩵 | 𐩴 | 𐩷 | 𐩮 | 𐩳 | 𐩰 |
| Etíope     | ሀ | ለ | ሐ | መ | ሠ | ረ | ሰ | ቀ | በ | ተ | ኀ | ነ | አ | ከ | ወ | ዐ | ዘ | የ | ደ | ገ | ጠ | ጸ | ፀ | ፈ |

## Letras

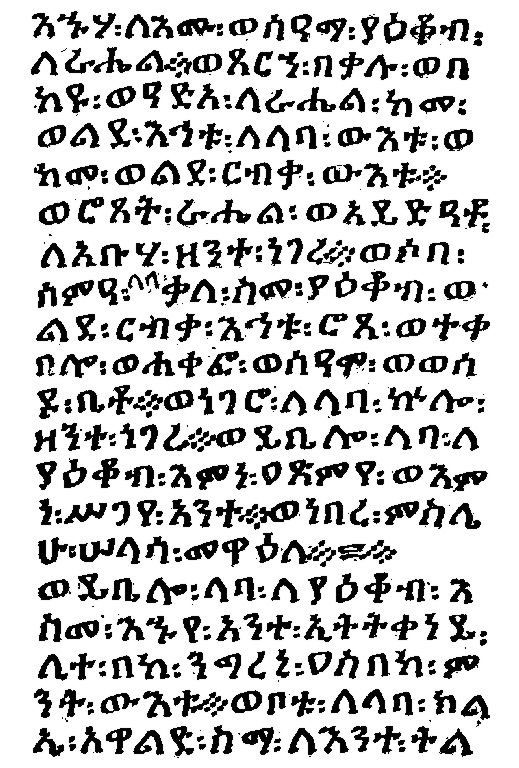
Génesis 29.11–16 en ge'ez, escritura etíope.

Pese que la escritura originalmente era un alfabeto consonántico, la escritura etíope moderna es alfasilábica y se escribe de izquierda a derecha. A continuación se presentan las consonantes con todas sus vocales diacríticas posibles.
|       |   | ä [ə] o [a] | u | i | a | e | ə [ɨ] | o | wa | jä [jə] |
| ----- | - | ----------- | - | - | - | - | ----- | - | -- | ------- |
| Hoy   | h | ሀ           | ሁ | ሂ | ሃ | ሄ | ህ     | ሆ |    |         |
| Läwe  | l | ለ           | ሉ | ሊ | ላ | ሌ | ል     | ሎ | ሏ  |         |
| Ḥäwt  | ḥ | ሐ           | ሑ | ሒ | ሓ | ሔ | ሕ     | ሖ | ሗ  |         |
| May   | m | መ           | ሙ | ሚ | ማ | ሜ | ም     | ሞ | ሟ  | ፙ       |
| Śäwt  | ś | ሠ           | ሡ | ሢ | ሣ | ሤ | ሥ     | ሦ | ሧ  |         |
| Rəʾs  | r | ረ           | ሩ | ሪ | ራ | ሬ | ር     | ሮ | ሯ  | ፘ       |
| Sat   | s | ሰ           | ሱ | ሲ | ሳ | ሴ | ስ     | ሶ | ሷ  |         |
| Ḳaf   | ḳ | ቀ           | ቁ | ቂ | ቃ | ቄ | ቅ     | ቆ | ቋ  |         |
| Bet   | b | በ           | ቡ | ቢ | ባ | ቤ | ብ     | ቦ | ቧ  |         |
| Täwe  | t | ተ           | ቱ | ቲ | ታ | ቴ | ት     | ቶ | ቷ  |         |
| Ḫarm  | ḫ | ኀ           | ኁ | ኂ | ኃ | ኄ | ኅ     | ኆ | ኋ  |         |
| Nähas | n | ነ           | ኑ | ኒ | ና | ኔ | ን     | ኖ | ኗ  |         |
| ʼÄlf  | ʾ | አ           | ኡ | ኢ | ኣ | ኤ | እ     | ኦ | ኧ  |         |
| Kaf   | k | ከ           | ኩ | ኪ | ካ | ኬ | ክ     | ኮ | ኳ  |         |
| Wäwe  | w | ወ           | ዉ | ዊ | ዋ | ዌ | ው     | ዎ |    |         |
| ʽÄyn  | ʽ | ዐ           | ዑ | ዒ | ዓ | ዔ | ዕ     | ዖ |    |         |
| Zäy   | z | ዘ           | ዙ | ዚ | ዛ | ዜ | ዝ     | ዞ | ዟ  |         |
| Yämän | y | የ           | ዩ | ዪ | ያ | ዬ | ይ     | ዮ |    |         |
| Dänt  | d | ደ           | ዱ | ዲ | ዳ | ዴ | ድ     | ዶ | ዷ  |         |
| Gäml  | g | ገ           | ጉ | ጊ | ጋ | ጌ | ግ     | ጎ | ጓ  |         |
| Ṭäyt  | ṭ | ጠ           | ጡ | ጢ | ጣ | ጤ | ጥ     | ጦ | ጧ  |         |
| P̣äyt  | p̣ | ጰ           | ጱ | ጲ | ጳ | ጴ | ጵ     | ጶ | ጷ  |         |
| Ṣädäy | ṣ | ጸ           | ጹ | ጺ | ጻ | ጼ | ጽ     | ጾ | ጿ  |         |
| Ṣ́äppä | ṣ́ | ፀ           | ፁ | ፂ | ፃ | ፄ | ፅ     | ፆ |    |         |
| Äf    | f | ፈ           | ፉ | ፊ | ፋ | ፌ | ፍ     | ፎ | ፏ  | ፚ       |
| Psa   | p | ፐ           | ፑ | ፒ | ፓ | ፔ | ፕ     | ፖ | ፗ  |         |